# Netro
Netro – miejscowość i gmina we Włoszech, w regionie Piemont, w prowincji Biella.
Według danych na styczeń 2009 gminę zamieszkiwało 1007 osób przy gęstości zaludnienia 79,7 os./1 km².